# Boeuf à la mode
Con bœuf à la mode o bœuf mode (francese, manzo alla moda) ci si riferisce a un piatto preparato con un taglio duro di manzo, spesso arricchito da pezzetti di lardo. Si tratta della versione francese di ciò che è solitamente conosciuto come brasato. 

## Preparazione
Il piatto viene preparato facendo prima rosolare la carne in olio, strutto o lardo. Alcune ricette includono una fase preliminare in cui la carne viene marinata in un mix di vino e brandy.
La carne viene poi cotta in un liquido composto principalmente da vino rosso, verdure (di solito sedano, carote e cipolle), aglio ed erbe aromatiche come timo e alloro. Alcune ricette aggiungono anche pomodori o salsa di pomodoro, mentre altre includono del brodo di carne. In alcune ricette più antiche è presente anche l'aggiunta di una zampa di vitello o di ossa nel sugo.
Per completare il piatto, il bœuf  viene tolto dalla pentola e messo da parte a riposare. Nel frattempo, il liquido viene filtrato e trasformato in una salsa. La carne, poi, viene affettata e servita con la salsa ricavata.

## Storia

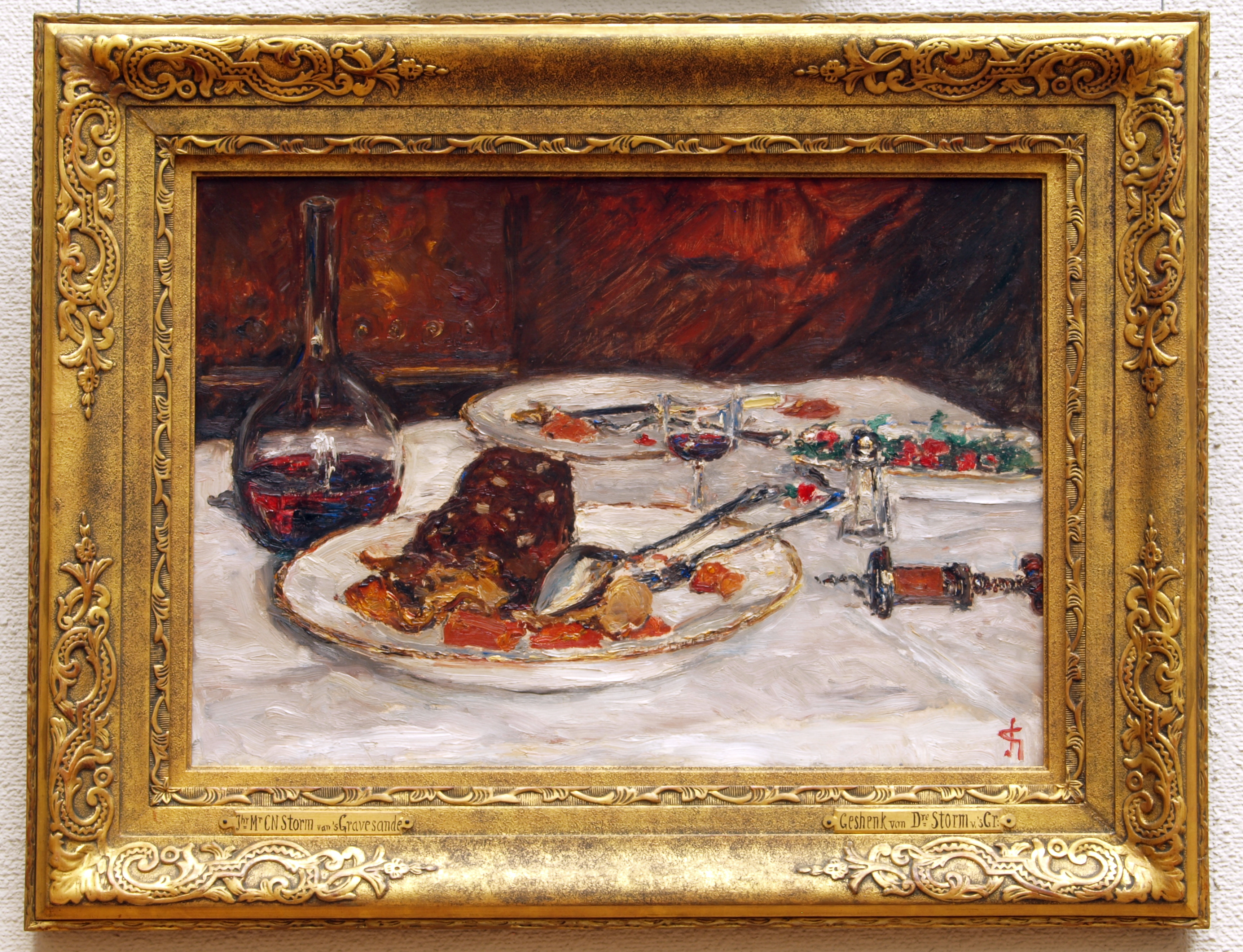
Boeuf à la mode, quadro del 1906 di Carel Nicolaas Storm van 's-Gravesande

La ricetta del bœuf à la mode è molto antica, forse risalente al medioevo. Il piatto è anche citato nel menù di un pranzo offerto dalla città di Halle a Rolle, Kuhnau e Bach in occasione dell'inaugurazione di un nuovo organo nell'aprile 1716.